# Schlacht bei Longwy
Die Schlacht bei Longwy vom 22. bis 25. August 1914 war eine der sogenannten Grenzschlachten des Ersten Weltkrieges. Sie fand an der Westfront an der Festungslinie Montmédy–Longuyon–Longwy statt. Eingeleitet wurde die Schlacht durch einen Angriff der deutschen 5. Armee unter Führung des Kronprinzen Wilhelm aus dem Raum Arlon bis Diedenhofen. Das Vorrücken deutscher Truppen an der Frontlinie Étalle–Virton–Esch traf auf die französische 3. Armee unter General Pierre Ruffey, die gleichzeitig mit drei Korps zwischen Audun–Montmédy nach Nordosten vorging. Dabei konnten die deutschen Truppen die Franzosen in dreitägigen Kämpfen auf die Maas und die Nordostfront von Verdun zurückdrängen.

## Vorgeschichte
Die deutsche 5. Armee umfasste zu Beginn ihres Vormarsches durch Luxemburg fünf Armeekorps mit 147 Bataillonen und 240.000 Mann und 123 Batterien mit knapp 700 Geschützen. Das Höhere Kavallerie-Kommando Nr. 4 unter General der Kavallerie von Hollen stand mit 41 Eskadronen – etwa 6.500 Reiter – im Raum Diedenhofen als mobile Eingreifreserve zur Verfügung. Zur Verstärkung der Kräfte vor der Festung Verdun wurde der 5. Armee seit 20. August zusätzlich die 2. Landwehr-Division unter Generalleutnant Adolf Franke zugeführt. Im Verband der 5. Armee standen in erster Linie das V., XIII. und XVI. Armee-Korps, sowie in zweiter Linie das V. und VI. Reserve-Korps. Die 3. Kavallerie-Division operierte am rechten Flügel vor der Front des V. Armee-Korps (General Hermann von Strantz) und klärte von Étalle über Jamoigne–Izel gegen Florenville auf.

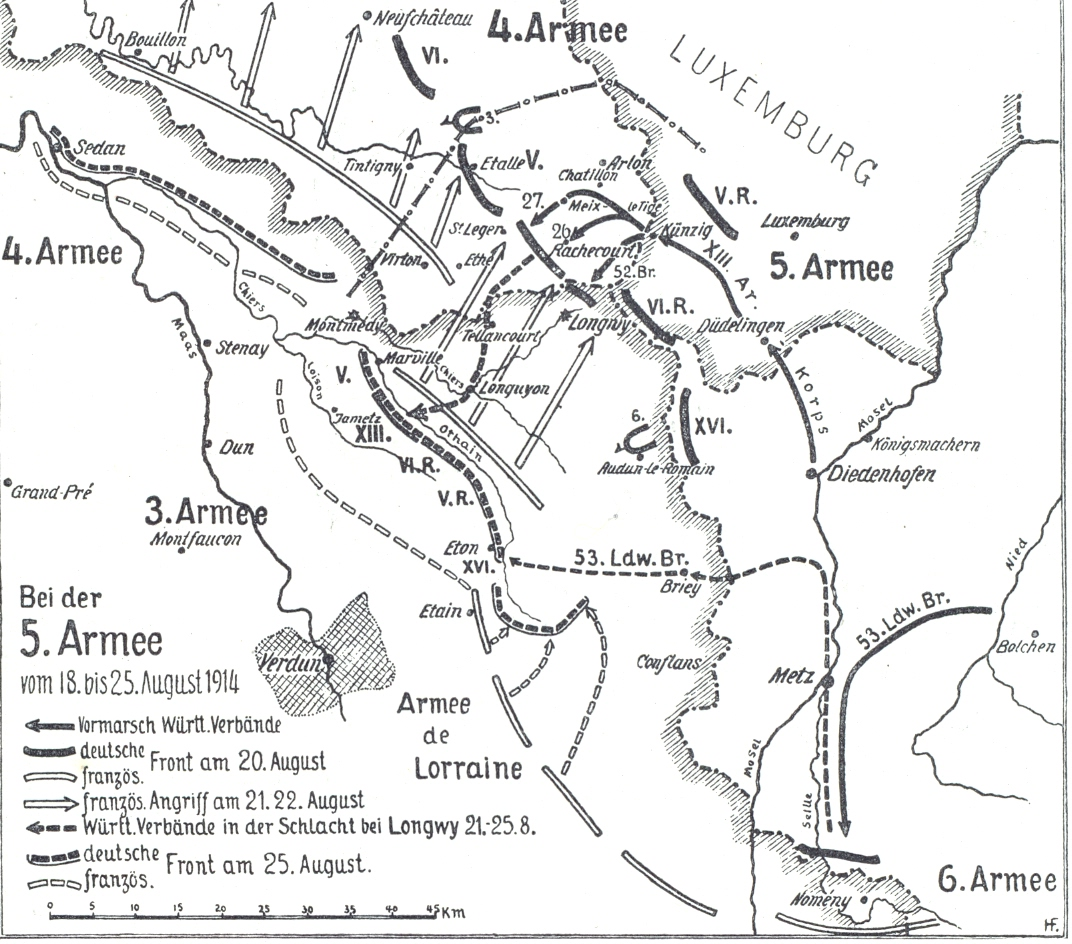
5. Armee August 1914

Am 20. August erreichte die 5. Armee die Linie Arlon–Étalle–Châtillon (V. und XIII. Armee-Korps), Kerschen–Redingen (VI. Reserve-Korps) – Öttingen – XVI. Armee-Korps nördlich Diedenhofen, V. Reserve-Korps als Reserve des Zentrums dahinter bei Dippach–Arsweiler. In zweiter Staffel folgte dahinter das VI. Reserve-Korps hinter dem XIII. Armee-Korps von Kayl auf Esch nach. Die 33. Reserve-Division unter Generalleutnant Viktor Bausch wurde aus der Festung Metz abgezogen, und nachdem die Gefahr eines französischen Angriffes auf Metz nicht mehr bestand – zur Beteiligung am Angriff auf Verdun nachgeführt. Zur Deckung der beiden Flügel der 5. Armee fungierte die 3. und 6. Kavallerie-Division des Höheren Kavallerie-Kommandos Nr. 4. Die 3. Kavallerie-Division sicherte die rechte Flanke der 5. Armee auf den Höhen nördlich Villers-sur-Semois.

## 22. August

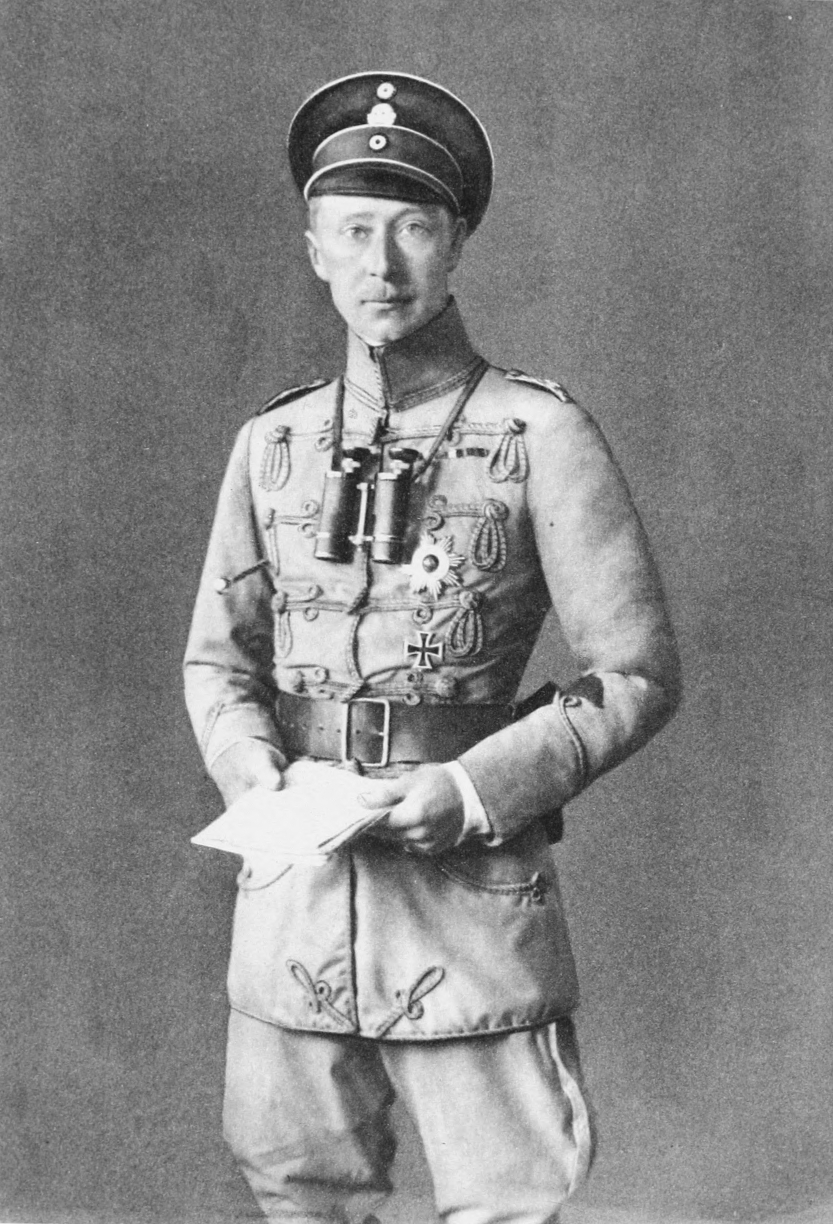
Kronprinz Wilhelm von Preußen

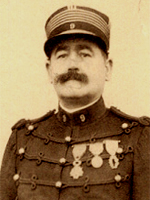
General Pierre Ruffey

### Aufmarsch
Die französische 3. Armee unter General Pierre Ruffey war am 22. August mit acht Divisionen aus dem Raume von Verdun über den Othain und die Maas aufwärts gegen die Linie Longuyon–Montmédy im Vormarsch nach Norden. Für die Deutschen bestand dadurch die Gefahr, dass sich die inneren Flügel der französischen 3. und 4. Armee (2. und 4. Korps) genau an der Naht der deutschen 5. und der rechts vorgehenden 4. Armee heranschoben. Dadurch wäre die 4. Armee an ihrer linken Flanke bedroht, gleichzeitig wären die rechten Flügelkorps (deutsches VI. und V. A.K.), der in zwei Gruppen vorgehenden 5. Armee durch eine Abspaltung bedroht gewesen. Der linke Flügel der 5. Armee wäre dadurch beim angesetzten Vorgehen zwischen Crusnes und Serre zum Othain-Abschnitt vorzeitig gestoppt worden.

Der Generalstabschef der 5. Armee, Generalleutnant Schmidt von Knobelsdorf überzeugte den preußischen Kronprinzen davon, diese Gefahr durch einen Gegenangriff beiderseits Longwy in süd- und südwestlicher Richtung erfolgreich abwenden zu können. Die im Hauptquartier der deutschen 4. Armee in Bastogne eintreffenden Nachrichten veranlassten den dortigen Stabschef, Generalleutnant von Lüttwitz, ebenfalls zum gleichzeitigen Angriff seiner Truppen im Raum Neufchâteau. Der Pionierführer der 5. Armee, Generalmajor Kämpffer, führte im Zentrum der 5. Armee sein Detachement selbstständig gegen die Festung Longwy vor. Das im zweiten Treffen nachfolgende V. Reserve-Korps war am 20. August durch Esch marschiert und befand sich nach seinem Schwenk nach Süden, die 10. Reserve-Division war über Dippach vorrückend im Anmarsch auf Crusnes, die 9. Reserve-Division ging über Leudelingen und Bettemburg auf die französische Grenze bei Aumetz vor.

### Schlacht zwischen Rossignol und Tintigny
Der an der Linie Léglise–Thibessart vorgehende linke Flügel der deutschen 4. Armee – das VI. Armee-Korps unter General von Pritzelwitz – war vorübergehend der 5. Armee unterstellt, um den Angriff des V. Armee-Korps auf Virton unterstützen zu können. Die Deutschen trafen dabei auf den rechten Flügel der französischen 4. Armee des Generals Langle de Cary, der während der gleichzeitig ablaufenden Schlacht bei Neufchâteau Befehl hatte, seine Truppen über die belgische Grenze auf die Linie Gedinne-Paliseul-Offagne-Bertrix vorzuführen. Langles rechter Flügel, gebildet durch das französische Kolonialkorps unter General Lefevre, traf bei Rossignol auf das deutsche VI. Armee-Korps. Zur Linken des Kolonialkorps deckte die französische 23. Division des XII. Armeekorps an der Semois, die 2. Kolonial-Division unter General Leblois hatte Auftrag als Reserve hinter dem Fluss bei Jamoigne zu verbleiben. Die deutsche 12. Division unter General Chales de Beaulieu wurde auf Rossignol und die 11. Division unter General von Webern auf Tintigny angesetzt.

Von Sainte-Marie her griff die 3. Kavallerie-Division auf Bellefontaine an, die 12. Division überschritt die Semois und erreichte Saint-Vincent. Die Franzosen erlitten bei Rossignol schwerste Verluste. Die deutsche 11. Division umfasste Rossignol, hier wurde bei Bellefontaine die 3. DIC (Kolonialinfanterie, ethnisch französische Berufssoldaten) fast vollständig eingekesselt – beim Ausbruch war der Divisionsführer General Raffenel gefallen. Bis zum Morgen des 23. August wurden vom VI. Armee-Korps 3800 Gefangene eingebracht, darunter die beiden verwundeten Brigadegeneräle Montignault und Rondony. Die 1. Kolonial-Brigade, die anfangs 6.800 Mann umfasste, zählte am Morgen nur noch 226 Soldaten.

### Kämpfe zwischen Virton und Ethe
Das auf Virton angesetzte V. Armee-Korps unter General von Strantz
traf derweil an der Linie Ethe–Robelmont auf das nordwärts stoßende französische 4. Korps unter General Victor Boëlle. General von Below ließ die 9. Division auf die Höhen zwischen Robelmont und Virton vorgehen, östlich davon wurde die 10. Division des Generals Kosch mit der 19. Brigade auf Belmont und dem Infanterie-Regiment 50 der 20. Brigade auf Ethe angesetzt. Die französische 7. Division hatte Befehl Virton zu nehmen. Die an der Spitze vorgehende 14. Brigade erreichte Gomery und erhielt von General Edgar de Trentinian den Befehl, Belmont anzugreifen. Nördlich von Virton blieb der französische Versuch gegen die Flanke des deutschen V. Korps anzugreifen, trotz der Unterstützung durch die 7,5-cm-Geschütze stecken. Als General de Trentinian mit der 14. Brigade in Gomery ankam, musste er feststellen, dass sich die 13. Brigade bereits auf dem Rückzug befand. Am Abend mussten die Franzosen ihren Truppen bei Ethe zurücknehmen, sie räumten über Nacht auch Goméry – zahlreiche Verwundete mit ihren Sanitätern wurden dabei zurückgelassen. Die Franzosen stützten sich beim Rückzug auf das im Raum Montmédy stehende 2. Korps unter General Augustin Gérard.

### Das Vorgehen auf Longuyon

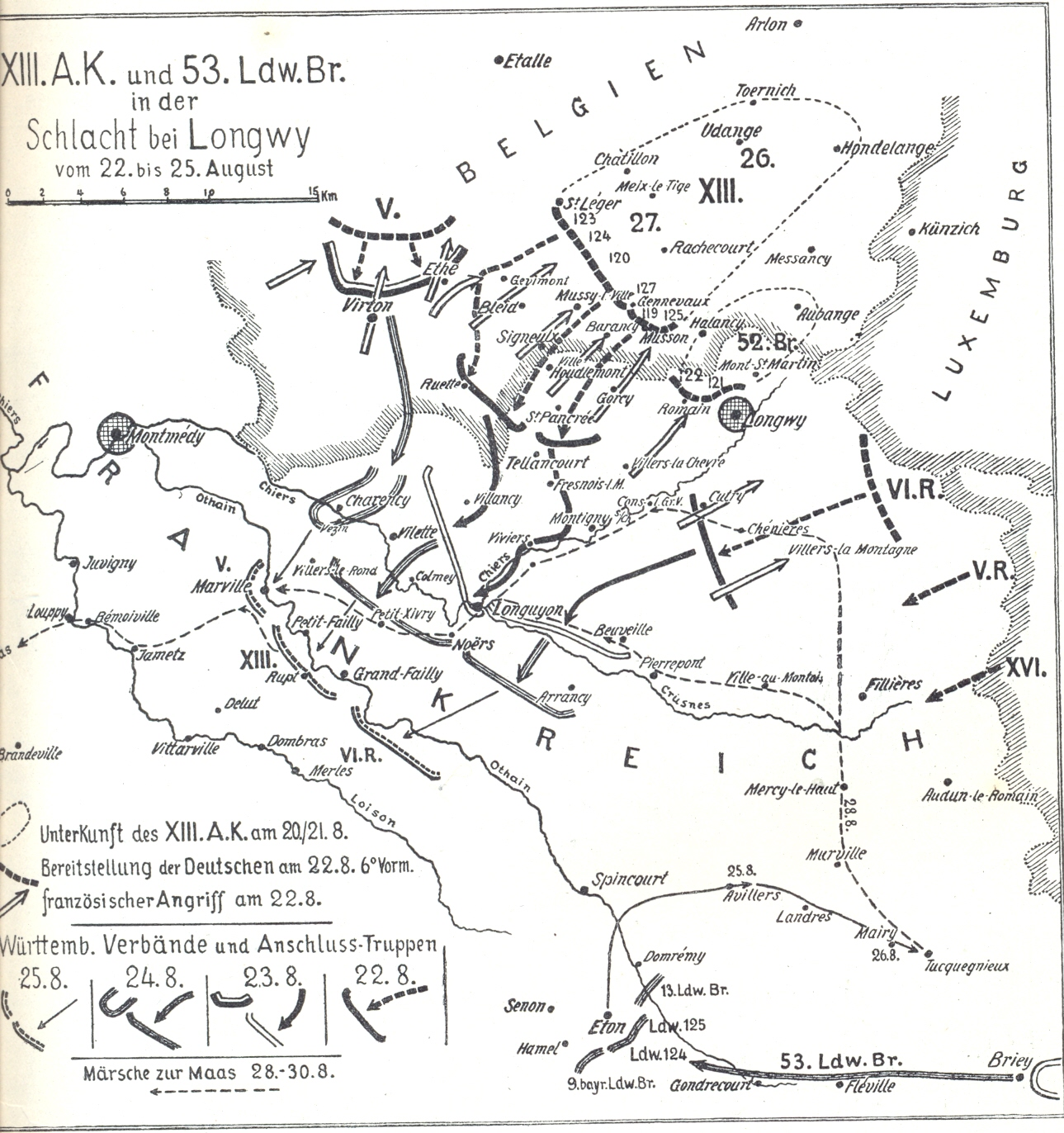
XIII. Armee-Korps Longwy 1914

Im Zentrum der deutschen 5. Armee rückte das XIII. Armee-Korps (General der Infanterie von Fabeck) von Saint-Léger über Signeulx und Musson gegen das französische 5. Korps unter General Charles Georges Brochin vor. Die 27. Division ging links über Mussy-la-Ville auf Ruette vor, rechts rückte die 26. Division auf Ville-Houdlémont vor. Die württembergische 26. Division unter General von Urach wurde das Vorgehen über Willancourt auf Baranzy zugewiesen. Die 53. Brigade (27. Division) war über Châtillon herangekommen und rückte unter Generalmajor von Moser über Saint-Léger auf Bleid vor. Die gegenüber verteidigende französische Division wurde von den Höhen nördlich Bleid–Baranzy heruntergeworfen und hinter die Linie Tellancourt–Villancy–Gorcy zurückgedrängt. Die 26. Division traf bei Baranzy frühzeitig auf starke Feindkräfte – die 52. Brigade erlitt schwere Verluste durch Flankenfeuer des französischen 4. Korps. Das XIII. Armee-Korps erreichte die Linie Grandcourt und Tellancourt und drängte weiter auf Longuyon vor.

### Vorstoß zum Crusnes-Abschnitt

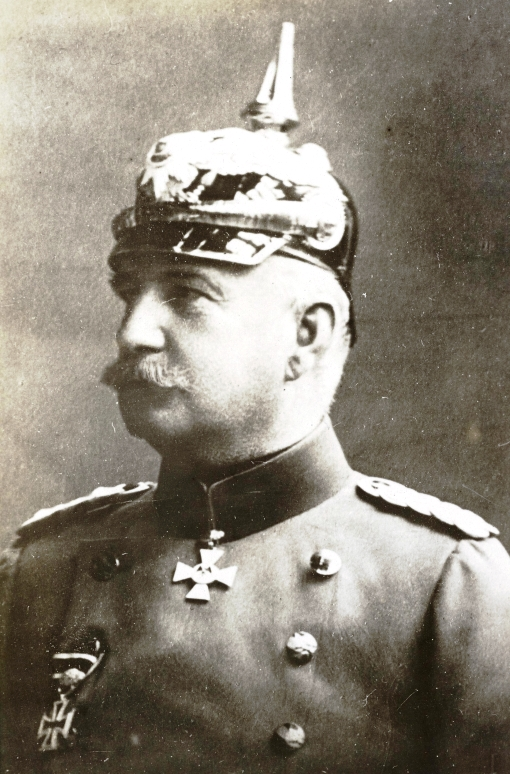
Konrad Ernst von Goßler

Gegenüber dem rechten Flügel des französischen 5. Korps griff das deutsche VI. Reserve-Korps (General Konrad Ernst von Goßler) an – links mit der 12. Reserve-Division über Laix – ebenfalls auf Longuyon und Pierrepont an und erreichte die Linie Cutry–Doncourt–Baslieux. Rechts ging die 11. Reserve-Division unter General Karl Surén über Cutry–Chenières auf die Linie Cons-la-Grandville–Ugny vor. Die 12. Reserve-Division wurde dabei von Joppécourt her an der linken Flanke angegriffen, hielt aber den Feinddruck bei Doncourt stand. Die 10. Reserve-Division (Generalleutnant von Wartenberg) rang um den Ort Ville-au-Montois und erreichte die Crusnes bei Pierrepont. Gegen 15 Uhr überquerten deutsche Truppen das Crusnes-Tal. Die 9. Reserve-Division unter Generalleutnant von Guretzky-Cornitz erzwang im Verein mit der 34. Division den Durchmarsch durch Fillières und verfolgte auf Joppécourt. Während der Kämpfe um Mercy-le-Haut umgingen mehrere deutsche Infanterie-Regimenter sowie die 6. Kavalleriedivision die Position der französischen 40. Division (General Hache) bei Mercy-le-Haut vom Südwesten her.

### Im östlichen Vorfeld von Verdun
Aus den Raum Diedenhofen angreifend, erkämpfte das XVI. Armee-Korps unter General von Mudra im Kampf mit dem französischen 6. Korps unter General Sarrail die Linie Ville-au-Montois–Bazailles–Boismont bis Sancy. Die 34. Division unter General von Heinemann war über Serrouville auf Joppécourt, die 33. Division unter General von Reitzenstein von Sancy auf Anderny angesetzt worden. Die 6. Kavallerie-Division unter Generalleutnant von Schmettow hatte sich seit 21. August über Othain auf Mercy-le-Bas und Landres angenähert und wurde am 22. bei Murville angegriffen, aber durch das Eingreifen der 66. Brigade unter Oberst Heuer entlastet. Die Brigade Heuer wurde mit Masse ebenfalls über Audun-le-Roman und Fillières auf die Höhen von Joppécourt angesetzt. Weiter südlich begann der Angriff der 34. Division auf Malavillers, die 67. Brigade unter Oberst Brosius wurde über Sancy auf Bonviller angesetzt. Die andere Brigade der 34. Division lag derweil noch im Kampf um Mercy-le-Haut, so dass die Masse der 33. Division nach Nordwesten über Preutin-Higny vorgeführt wurde und dem zurückgehenden französischen 6. Korps bis westlich Xivry-Circourt folgte. An der Grenze bei Briey bereiteten deutsche Landwehrtruppen unter General Adolf Franke ihr Vorgehen auf die Woëvre-Ebene vor, wo zwei französische Divisionen der Reservegruppe unter General Paul Durand verteidigten. Die deutsche 43. und 45. Landwehr-Brigade wurden bei Landres, die 13. und 53. Landwehr-Brigade sowie die bayrische 9. Landwehr-Brigade auf Briey vorgezogen.

## 23. August
Das V. Armee-Korps ging weiter über Ruette–Charency vor, die 9. Division blieb vorerst in Virton stehen, um dem linken Flügel der 4. Armee – dem auf die Festung Montmédy vorgehenden VI. Armee-Korps – jederzeit Unterstützung zukommen lassen zu können. Im Zentrum der Angriffsschlacht verfolgte das XIII. Armee-Korps über Charency auf Marville zum Othainbach. Am rechten Flügel dieses Korps stieß die 27. Division an die Linie Allondrelle–Villancy, mit der 26. Division links über Montigny-sur-Chiers bis Longuyon vor. Das Korps Fabeck erreichte schließlich den Othainbach zwischen Villette–Colmey. Das VI. Reserve-Korps wurde auf die Linie Saint-Laurent-sur-Othain–Pillon angesetzt. Das Korps erreichte die Linie Beuveille-Arrancy während das Detachement Kämpffer jetzt die im Hinterland befindliche Festung Longwy vollständig umschloss, welche durch die französische Brigade des Generals Darche verteidigt wurde. Südlich von Longwy nach Westen vorgehend, war die 11. Reserve-Division bei Cutry angelangt und bereitete den Angriff auf Montigny vor. Die 12. Reserve-Division eroberte Doncourt und Beuveille.

Das V. Reserve-Korps wurde derweil aus den Raum Boismont–Mercy-le-Bas auf die Linie Les Eurantes–Saint-Pierrevillers zum Othainbach angesetzt. Die 9. Reserve-Division erreichte den Raum westlich Pierrepont, wo gleichzeitig die Verbindung mit der von Saint-Supplet herankommenden 34. Division erreicht wurde. Die 33. Division erreichte bis zum Abend die Linie Étain–Ollières–Domprix und wurde auf Gondrecourt angesetzt. Am linken Flügel war derweil die 2. Landwehr-Division zur Beobachtung der Festungsfront nordöstlich Verdun nachgeführt worden. Dadurch musste die 5. Armee ihren linken Flügel – das westlicher liegende XVI. Armee-Korps – im Angriff auf Verdun nicht weiter schwächen und General Mudra konnte seinen Angriff auf Nouillonpont–Spincourt fortsetzen. Davor operierte die 6. Kavallerie-Division über Spincourt auf Damvillers. Der volkstümliche greise Feldmarschall Gottlieb von Haeseler, ein Veteran des Krieges von 1870 bis 1871, erschien während der Kämpfe um Longwy im Hauptquartier seines früheren XVI. Armee-Korps und beobachtete die Operationen bei Damvillers. Die 6. Kavallerie-Division klärte bei Joudreville, die 3. Kavallerie-Division am südlichen Flügel der 5. Armee bei Mouaville auf. Die Festungsreserve von Metz, die (33. Reserve-Division) griff bei Conflans in die Kämpfe ein.

## 24. August
Am 24. August besetzte das V. Armee-Korps mit der 10. Division (Generalleutnant Robert Kosch) Charency und Vezin und erreichte Marville, dahinter folgte die 9. Division (Generalleutnant Eduard von Below) und stand bei Ruette. Das XIII. Armee-Korps kämpfte am Chiers-Abschnitt zwischen Villette und Colmey, die 26. Division stand zusammen mit der 11. Reserve-Division im Angriff auf die Longuyon, wo der 51. Brigade bereits ein Einbruch gelang. Das VI. Reserve-Korps rang mit 12. Reserve-Division um Arrancy, 10. Reserve-Division ging über Han auf Pierrepont vor, die 9. Reserve-Division rang im Bois Deffoy.
Bis zum Abend stand das V. Armee-Korps von Vezin bis Petit-Xivry, das XIII. Armee-Korps erreichte Noërs, das VI. Reserve-Korps stand im Bois Deffoy bis zur Ferme Remenancourt, das V. Reserve-Korps bei Saint-Pierrevillers mit festem Fuß am südlichen Chiers-Ufer.

Am Südflügel ging das XVI. Armee-Korps mit der 34. Division von Ollières und Réchicourt auf Nouillonpont–Spincourt vor. Die 33. Division verfolgte über Domprix und erreichte den Othain zwischen Duzey–Domremy. Das Landwehrkorps unter General Franke rückte nach der Besetzung von Éton über Gondrecourt nordwestlich auf die Höhen östlich Éton hinauf, die 33. Reserve-Division unterstützte dabei die 33. Division aus dem Süden. Am äußeren linken Flügel der 5. Armee in der Woevre-Ebene wurde das kombinierte Korps Oven (General der Infanterie Adolf von Oven) gebildet: die 43. und 45. Landwehr-Brigade drangen über Béchamps in den Bois de Rouvres ein. Die 66. Reserve-Brigade erstürmte die Ferme Longeau und stieß zusammen mit der bayerischen 8. Brigade weiter auf Étain–Warcq vor.

## 25. August
Am 25. August wurde die geschwächte Besatzung der Festung Metz durch die 10. Ersatz-Division (General der Infanterie Georg von Gayl) verstärkt, dieser Verband war von der deutschen 6. Armee nach der Schlacht in Lothringen (am 20.–22. August zwischen Delme-Saarburg–Mörchingen) über Corny auf Ars zugeführt worden. Die bei Rouvres in Front einrückende 8. bayerische  Brigade (General Riedl) und die 33. Reserve-Division konnten zwischen Étain–Lanhères Gegenangriffe des Korps Sarrail aus der Nordostfront von Verdun abschlagen. Links unterstützte hierbei die 6. Kavallerie-Division und das Korps Oven. Das XVI. Armee-Korps setzte zur Umklammerung der Nordwestfront Verduns an der Linie Duzey–Haudelaucourt an. Die 33. Division eroberte Vaudoncourt und Muzeray, nördlich davon rang die 34. Division vor Warpremont. Das V. Reserve-Korps drang beiderseits Rouvrois vor.

### Erster Angriff auf Verdun
Die aus der beiden Reservegruppe Durand neugebildete französische Armée de Lorraine war am 21. August von General Joseph Maunoury übernommen worden. Sie deckte Verdun und die Maashöhen zwischen Pont-à-Mousson und Chambley–Étain gegenüber Ausfällen aus dem Festungsbereich von Metz. Am Vormittag des 25. August erfolgte der Gegenstoß Maunourys zwischen Buzy und Conflans mit der 3. Reservegruppe des Generals Durando, angesetzt nach Norden: das Korps Oven wurde dabei auf Fléville-Lixières zurückgedrängt, die deutsche 6. Kavallerie-Division musste auf Thumeréville zurückgenommen werden. Der Angriff der nördlicher stehenden 33. Division über den Othain-Abschnitt musste eingestellt werden, der Südflügel mit dem XVI. Armee-Korps und das vorgeschobene Korps Oven musste auf die Linie Nouillonpont–Réchicourt–Avillers–Landres–Mairy zurückgehen. Der erste deutsche Vorstoß auf Verdun war damit gescheitert. Die 34. Division ging über Réchicourt zurück und bezog auf den Höhen zwischen Avillers–Landres eine starke Abwehrstellung, auf die auch die 33. Division über Avillers ausweichen musste. Östlich davon musste auch das Korps Oven auf die Linie Landres–Mairy zurückgehen. Nach dem Rückzug der 34. Division musste das V. Reserve-Korps seinen linken Flügel nach Muzeray verlängern, gleichzeitig erreichte das VI. Reserve-Korps auf den Höhen südlich des Othain zwischen Saint-Laurent bis Sorbey noch Geländegewinne. Das XVI. Armee-Korps ging auf die Linie Ollières–Landres–Mairy zurück.

Das auf Vittarville angesetzte V. Armee-Korps wurde überhaupt aus der Front gezogen, um über Metz nach Osten verlegt zu werden. Im Zentrum der Armee, rechts vom VI. Reserve-Korps anschließend rückte die 27. Division zum Loisonbach bei Failly vor. Das V. Armee-Korps eroberte Marville, hier erfolgte dann der allgemeine französische Rückzug. Unterhalb Montmédy hatte die 4. Armee, nach ihrem gleichzeitigen Sieg am Semois im Anschluss nach Westen mit dem VI. Armee-Korps den Chiers-Abschnitt bei La Ferté-sur-Chiers überschritten und erreichte Olizy-sur-Chiers. General Ruffey musste für den linken Flügel und das Zentrum der 3. Armee den allgemeinen Rückzugsbefehl auf Mouzon und an die Maaslinie geben, die Nordwestfront von Verdun wurde durch die Umgruppierung des 6. Korps in den Raum Étain erheblich verstärkt.

## Ausklang und Folgen

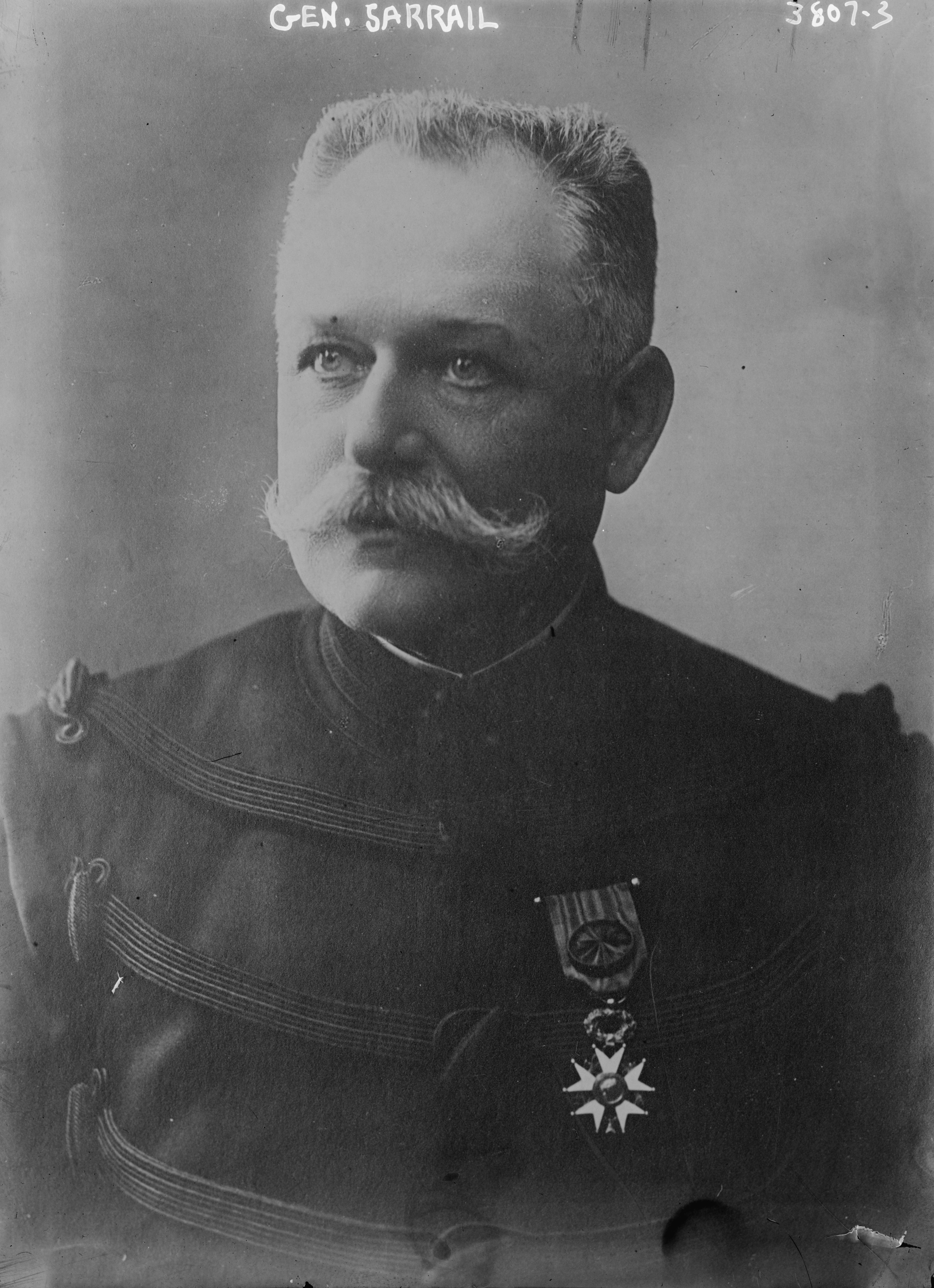
General Maurice Sarrail

Am 26. August stabilisierte sich die Front der 5. Armee am Nordrand der Argonnen: Das kombinierte Korps des Generals Adolf von Oven stand bei Landres, die Brigade Riedel lag bei Rouvres und führte kleine Gegenstöße. Das V. Reserve-Korps folgte zwischen Muzenay-Pillon, das VI. Reserve-Korps schloss nach Norden bis Saint-Laurent an, das württembergische XIII. Armee-Korps folgte zwischen Dombras–Merles–Mangiennes. Das deutsche V. Armee-Korps wurde in Metz angehalten und verblieb nach den neuen Richtlinien der OHL doch noch an der Front östlich Verdun. Hier setzte die deutsche 5. Armee die Angriffe mit ihrem linken Flügel energisch zur Maas fort. Die französische 3. Armee hielt noch mit nördlichen Flügel (4. Korps) am Loisonbach bei Montmédy, im Zentrum mit dem 5. Korps am Othainbach bei Sorbey, und mit dem 6. Korps (Sarrail) südlicher zwischen Muzeray bis Azannes. Maunourys Armee erreichte zunächst noch die Orne (Nebenfluss der Mosel), musste sich aber noch am 26. August vor deutschen Gegenangriffen auf die Maashöhen und zwischen Malancourt und Consenvoye ins Tal der Maas zurückziehen. 

Am 27. August kapitulierte die Festung Longwy – der Festungskommandant General Darche ging mit 3700 Mann in deutsche Gefangenschaft. Die 1800 Mann starke Besatzung von Montmédy war noch auf Joffres Befehl am 26. August ausgebrochen und wurde bis 29. August von den Verfolgern in den Wäldern um Brandeville überwältigt. Der Oberbefehlshaber der 3. Armee, General Ruffey, wurde wegen seiner Niederlage Anfang September durch den Führer des 6. Korps, General Maurice Sarrail ersetzt, der während der folgenden Schlacht in den Argonnen die deutsche 5. Armee endgültig vor der nordöstlichen Festungsfront von Verdun in die Defensive drängen konnte.